# Rădeni (okręg Neamț)
Rădeni – wieś w Rumunii, w okręgu Neamț, w gminie Păstrăveni. W 2011 roku liczyła 1570 mieszkańców.